# 16155 Buddy
16155 Buddy (2000 AF5) là một tiểu hành tinh vành đai chính được phát hiện ngày 3 tháng 1 năm 2000 bởi J. Broughton ở Reedy Creek Observatory.